# Кремовый цвет

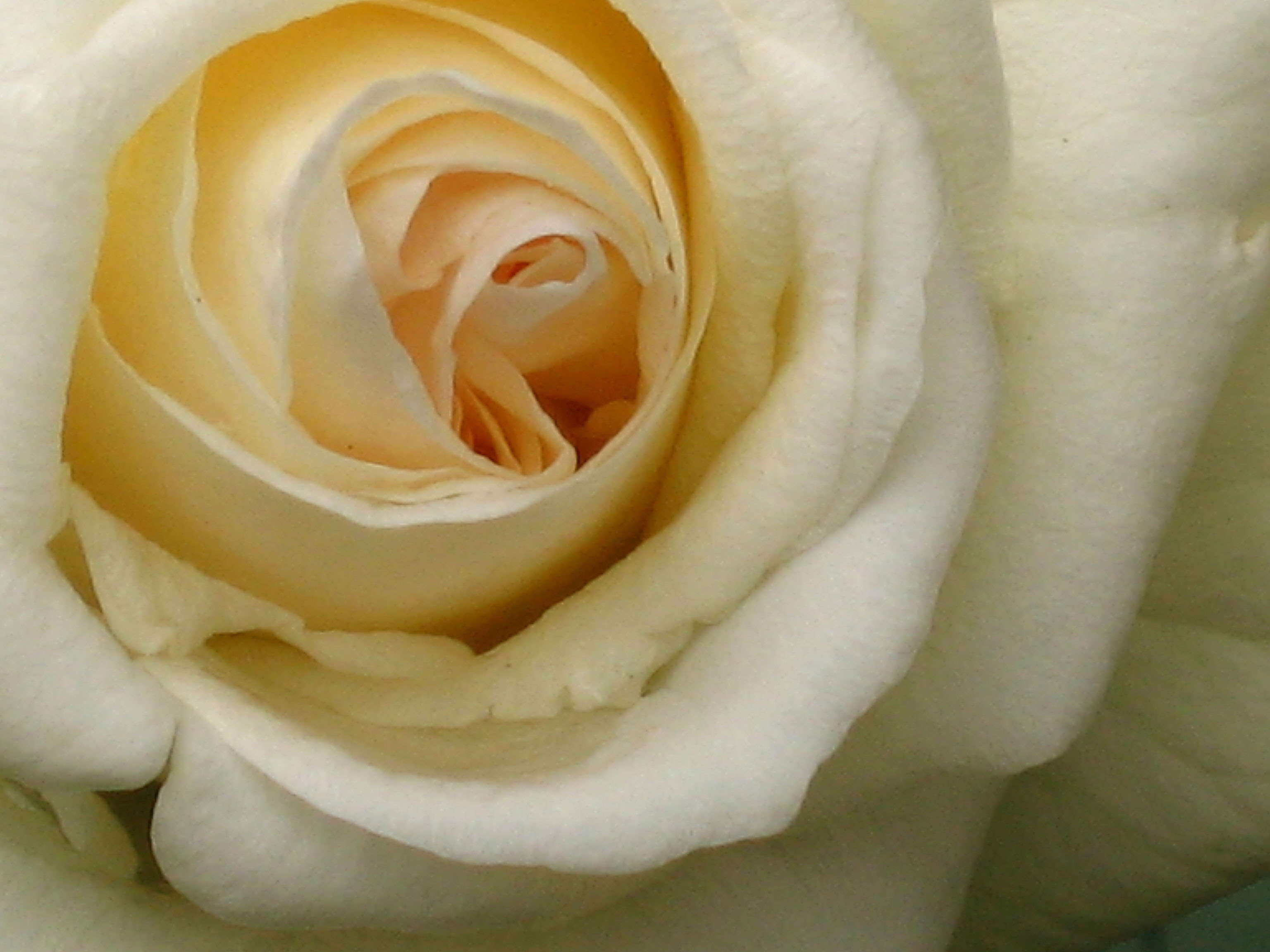
Роза кремового цвета

Кре́мовый цвет — оттенок бежевого цвета, белого цвета, имеющий сходство со сливками, которые обладают легким желтоватым оттенком, вызванным присутствием природных каротиноидов, хорошо растворимых в жирах.
В английском языке первое употребеление слова cream применительно к цвету зафиксировано в 1590 году.
В русском языке слово является заимствованным, вначале прилагательное крем было несклоняемым, так, в брошюре Ю. М. Данильченко «Хризантемы и их культура» (1916) в списке известных в садоводстве сортов хризантем приводятся их латинские названия и дается описание колеров: «крем с розовым, светло розовый с крем».

По-видимому, прилагательное кремовый имело судьбу, сходную с судьбой таких цветообозначающих прилагательных, как бежевый и бордовый, у которых был бессуффиксный несклоняемый вариант беж и бордо. Однако в отличие от двух последних, и поныне изредка встречающихся в речи и в текстах как бессуффиксные, несклоняемое прилагательное крем просуществовало в русском языке очень недолго.
Закономерно спросить, как обозначался кремовый цвет до появления в русском языке прилагательного кремовый? Обратимся к источникам:
Желтобеловатый. (Татищев. Сибирь. — 1736 г.); Сия птица вся черна, и имеет на голове два хохла белые в прожелть. (Крашенинников. Описание земли Камчатки. — 1755 г.); … беложелтоватого цвета (cream-colour). (Блуменбах. Руководство к естественной истории. — 1797 г.); изжелтабелого цвета. (Паре наго. Новый английско-российской словарь. — 1817 г.); Желтоватобелый. (Шульц. Руководство к познанию химических противодействующих средств. — 1829 г.); …окраска слоновой кости. (Жонш. Руководство к возделыванию камелий. — 1855); светломочального цвета. (Гончаров. Фрегат «Паллада»); …все возможные оттенки из белого в желтое. («Комнатное цветоводство». — 1860 г.); …цветки молочно-желтые. (Уилльямс. Лучшие тепличные и оранжерейные растения. — 1875 г.); бледно-соломенный. (Там же).

Как видно из этого — далеко не полного — перечня, в русском языке существовало много средств для передачи интересующего нас цветообозначения. Но это не помешало появлению и освоению заимствованного слова кремовый. Вообще группа слов со значением оттенков различных колеров изобилует заимствованиями. — Арапова Наталья Сергеевна (кандидат филологических наук, старший научный сотрудник кафедра русского языка МГУ им. М.В. Ломоносова) - статья Кремовый крем. Из истории заимствованных слов // журнал «Русский язык в школе», 2001
В русском языке в иерархии цветономинации по хроматическим категориям (или концептам) кремовый цвет относится к концепту желтого цвета.